# HD 187640
HD 187640，又名BD+28 3493，SAO 87786、HR 7556，是一颗恒星，视星等为6.38，位于銀經64.61，銀緯1.13，其B1900.0坐标为赤經19h 45m 51.5s，赤緯+28° 1.13′ 14″。